# Лази-Бегоніцькі
Лази-Бегоніцькі (пол. Łazy Biegonickie) — село в Польщі, у гміні Старий Сонч Новосондецького повіту Малопольського воєводства.
Населення — 865 осіб (2011).
У 1975-1998 роках село належало до Новосондецького воєводства.

## Демографія
Демографічна структура станом на 31 березня 2011 року:
|          | Загалом | Допрацездатний вік | Працездатний вік | Постпрацездатний вік |
| -------- | ------- | ------------------ | ---------------- | -------------------- |
| Чоловіки | 457     | 122                | 300              | 35                   |
| Жінки    | 408     | 89                 | 259              | 60                   |
| Разом    | 865     | 211                | 559              | 95                   |